# Kate Chopin

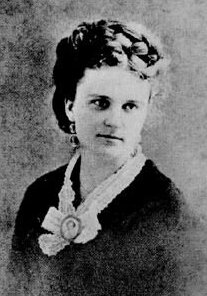
Kate Chopin

Kate Chopin (St. Louis, Missouri, 1850 - 1904) fou una escriptora estatunidenca, l'obra més famosa de la qual és The Awakening (El despertar), una novel·la publicada el 1899 en què mostra un punt de vista sobre la dona i la maternitat que l'ha feta una de les autores més llegides pel feminisme del segle xx. El tema de la família, els límits socials, el problema ètnic i els records històrics són els temes més freqüents dels seus contes, entre els quals cal destacar Desiree's Baby. El seu estil s'emmarca dins el realisme, amb forts components de crítica social i gust pel detall local i pintoresc.